# Élise Leboucher

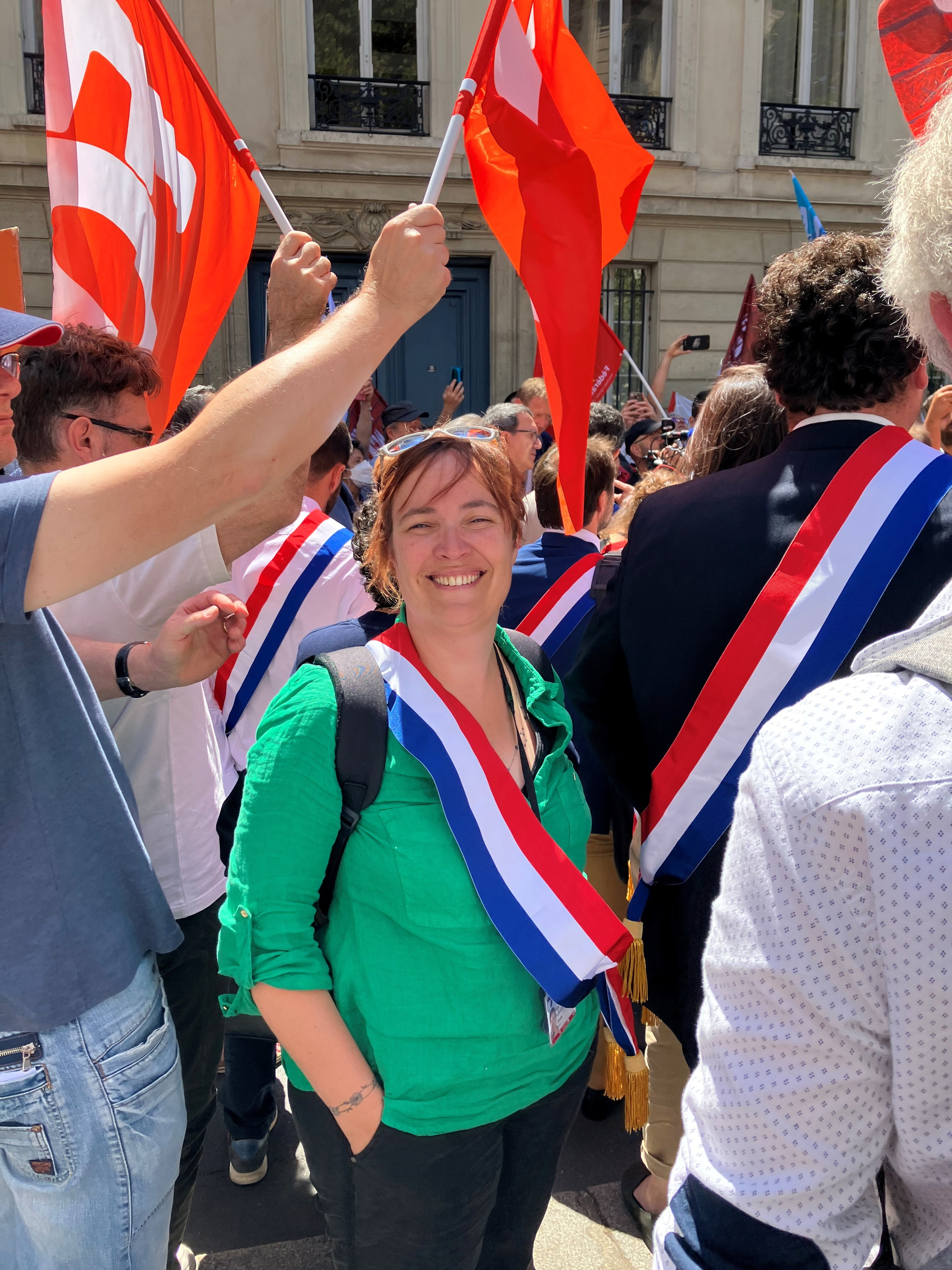
Élise Leboucher

Élise Leboucher (geboren am 6. Oktober 1982 in Ernée, Mayenne) ist eine französische Politikerin. Seit der Parlamentswahl von 2022 vertritt sie als Abgeordnete in der Nationalversammlung den 4. Wahlkreis des Département Sarthe.

## Leben und Wirken
Leboucher lebte ab 2002 in Le Mans, seit 2006 war sie als Sonderpädagogin im Bereich Kinder- und Jugendpsychiatrie und -psychotherapie in einer Einrichtung für Seelische Gesundheit in Allonnes tätig. 2007 trat sie der Gewerkschaft Confédération générale du travail bei.
Erstmals 2020 engagierte sie sich politisch, in diesem Jahr stand sie bei den Kommunalwahlen in Le Mans auf dem dritten Platz der Bürgerliste Vers Le Mans en Commun, die von La France insoumise, der Kommunistischen Partei Frankreichs, der Parti de gauche und von Ensemble ! unterstützt wurde. Diese Liste stand damals der Liste des amtierenden Bürgermeisters Stéphane Le Foll gegenüber, einem ehemaligen Minister unter der fünfjährigen Amtszeit von François Hollande.
Danach engagierte sie sich zusammen mit ehemaligen Mitgliedern der Liste Vers Le Mans en Commun für die Gründung eines Kollektivs zur Überwachung der städtischen und kommunalen Instanzen durch die Bürger, Le Mans Collectif Citoyen.
Bei den Departementswahlen 2021 kandidierte sie als Ersatzkandidatin im Kanton Le Mans 7 - Allonnes neben Élen Debost und Gilles Leproust, die im Namen der Koalition UNI.E.S, die von La France insoumise, Europe Écologie Les Verts, der Kommunistischen Partei Frankreichs und der um die sozialistische Abgeordnete Marietta Karamanli gebildeten Gruppe Citoyen, Écologique et Solidaire (CÉS) unterstützt wurde, als bisherige Departementsabgeordnete wiedergewählt wurden.
Im Herbst 2021, nachdem sie Sandrine Rousseau bei der Vorwahl der französischen Grünen unterstützt und für sie gestimmt hatte und diese gegen Yannick Jadot verlor, entschied Leboucher sich, der Union Populaire (Vorläufer der NUPES) beizutreten, um Jean-Luc Mélenchons Präsidentschaftswahlkampf in der Sarthe zu unterstützen und daran teilzunehmen. Sie wurde schnell zur Sprecherin der Union Populaire und von La France insoumise im vierten Wahlkreis des Departements Sarthe.
Im Rahmen der Gründung der Nouvelle union populaire écologique et sociale (NUPÉS) war der 4. Wahlkreis des Departements Sarthe zunächst der Sozialistischen Partei und der bisherigen Abgeordneten Sylvie Tolmont zugeteilt worden. Da diese sich jedoch weigerte, sich der NUPES anzuschließen, entzog ihr die Sozialistische Partei die Nominierung, sodass Élise Leboucher als Kandidatin der NUPÉS mit einer Stellvertreterin aus den Reihen von Europe Écologie Les Verts nominiert wurde. Sie wurde mit einem Vorsprung von 88 Stimmen zur Abgeordneten gewählt.

## Amt im Parlament
Sie ist Mitglied der Parlamentsfraktion der Partei La France insoumise und sitzt im Ausschuss für soziale Angelegenheiten der Nationalversammlung.